# Analytische Chemie
Die Analytische Chemie beschäftigt sich als Teilgebiet der Chemie mit der qualitativen und quantitativen Analyse von chemischen und biochemischen Substanzen (in diesem Zusammenhang als Analyte bezeichnet).
Sie spielt in fast allen chemischen Teildisziplinen eine bedeutende Rolle, z. B. bei:
- der Lebensmittel- und Umweltanalytik
- der forensischen Analytik (z. B. bei der gerichtsfesten Bestimmung von Alkohol, Drogen oder Giften in Blut und Urin)
- Schwangerschaftstests (durch Nachweise eines Steroidhormons in Urin)
- der Bestimmung von Glucose im Blut
- dem großen Feld der klinisch-chemischen Analytik (z. B. von Stoffwechselparametern oder Tumormarkern)
- der Qualitätskontrolle von Industrieprodukten, z. B. von Metallen, Legierungen, Pharmazeutika und chemischen Produkten
- Schadstoffanalysen
  - direkt an Arbeitsplätzen (z. B. von Lösungsmitteln, Acrylester, Chlor)
  - von Sauerstoff (mit Hilfe der Lambda-Sonde), Schwefeldioxid oder Stickoxiden in Autoabgasen
- der Analyse von Meeres- und Oberflächengewässern.

## Methoden
Die wohl wichtigste Unterscheidung ist die zwischen qualitativer Analyse, quantitativer Analyse und Strukturanalytik:
- Die qualitative Analyse fragt nach dem Was im Sinne von „Welcher Stoff ist das?“ Liegt nicht nur eine chemische Verbindung vor, sondern ein Gemisch vor, lautet die Frage „Welche (bio)chemischen Substanzen sind in der Probe vorhanden?“. Grundaufgabe der qualitativen Analyse ist also die Identifikation von Stoffen, ggf. nach vorheriger Anreicherung, Entfernung störender Stoffe, oder nach Auftrennung.
- Die quantitative Analyse fragt dagegen nach dem Wie viel, d. h. danach, welche Menge eines Stoffes (des Analyten) in einem Gemisch (der Probe) vorhanden ist.
Was „wie viel“ genau bedeuten soll, ist übrigens gar nicht so trivial. Meist ist hier die Stoffmengenkonzentration gemeint, also die Anzahl Moleküle einer Substanz in der Probe. Dort, wo keine einzelnen Moleküle bestimmt werden sollen, wie z. B. bei der Bestimmung des gesamten Gehalts an Protein oder Fett wird eine Massenkonzentration angegeben.
- Die Strukturanalyse fragt nach dem molekularen Aufbau einer Substanz (der chemischen Strukturformel oder der Kristallstruktur)

Für die Analyse sollte die zu bestimmende Substanz idealerweise bekannt sein, sonst wird möglicherweise gar nicht nach ihr gesucht. Beispielsweise wurde Melamin (das in den Jahren um 2008 in China und Indien der Milch zugesetzt wurde, um den Stickstoffgehalt zu erhöhen und so bei der Kjeldahlschen Stickstoffbestimmung einen höheren Proteingehalt vorzutäuschen; siehe dazu Chinesischer Milchskandal) in Milch nie gesucht und deswegen bei Routineuntersuchungen nicht gefunden. Erst durch eine Kombination aus HPLC und Massenspektrometrie wurde eine verlässliche Analytik möglich. Weichmacher in Teichwasser (siehe dazu Folienteich#Polyvinylchlorid (PVC)) werden nicht gefunden, wenn sie in Wasseranalysen standardmäßig nicht gesucht werden.
Qualitative und quantitative Analytik werden oft aufeinander aufbauend durchgeführt. Voraussetzung für eine qualitative Analyse ist eine genügend große Menge Analyt in der Probe, abhängig von der Nachweisgrenze der verwendeten Methode. Eine Sonderstellung nimmt die Strukturbestimmung ein. Mit dem Aufkommen moderner Kopplungsmethoden (s. u.) werden aber strukturbestimmende Analyseverfahren auch in der qualitativen und quantitativen Analytik immer wichtiger.
Neben der Bestimmung einzelner Stoffe eines Gemischs werden oftmals Summenparameter bestimmt – insbesondere wenn es um schnelle Grundaussagen über eine Probe geht. Beispiele sind der TOC (Total Organic Carbon, ein Maß für den Gesamtgehalt organischer Verbindungen), der CSB (Chemischer Sauerstoffbedarf als Maß für die Gesamtmenge an oxidierbaren Substanzen), der TEAC-Assay (antioxidative Kapazität einer Probe), der Gesamtgehalt an Eiweiß, Ballaststoffen oder Zucker in Nahrungsmitteln, oder der Gesamtgehalt von aromatischen Kohlenwasserstoffen in Treibstoffen.
In der Polymeranalytik ist speziell die Molekulargewichtsverteilung der Polymere von Interesse, da Polymere niemals aus Molekülen gleicher Molekülmasse bestehen, sondern um einen statistischen Mittelwert verteilt sind; diese mittlere Molekülgröße beziehungsweise die Molekulargewichtsverteilung sind hier spezifische Eigenschaften des Polymers.
Schließlich gibt es noch die verschiedenen Verfahren der Oberflächenanalytik. Diese meist instrumentellen analytischen Methoden sind besonders sensitiv und zugleich selektiv. Beispiele für diese Methoden sind die Elektronen-Energieverlustspektroskopie (EELS), Röntgen-Photoelektronen-Spektroskopie (XPS), Auger-Elektronen-Spektroskopie (AES), Ultraviolett-Photoelektronen-Spektroskopie (UPS), Niederenergetische Ionenstreuspektroskopie (ISS=LEIS), Rutherford Backscattering Spectrometry (RBS), (Surface) Extended X-Ray absorption Fine Structure [(S)EXAFS], Röntgen-Nahkanten-Absorptions-Spektroskopie (XANES=NEXAFS), Röntgenkleinwinkelstreuung (SAXS) oder Beugung niederenergetischer Elektronen (LEED).

## Nass-chemische Analysemethoden
Die nass-chemische Analytik bedient sich bei der Identifikation und Quantifizierung überwiegend chemischer Methoden unter zur Hilfenahme einfacher physikalischer Phänomene (Gewicht, farbige Erscheinung). Diese Methoden haben, mit Ausnahme sogenannter Vor-Ort-Tests, keine große Bedeutung mehr.
Beispiele für qualitative Methoden sind:
- Nachweisreaktionen
farbige Komplexbildungsreaktionen oder Niederschlägen durch Fällungsreaktionen
- Flammenfärbung
Beispiel: viele Metallionen färben eine Bunsenbrennerflamme in charakteristischer Weise

Aber auch quantitative Bestimmungen lassen sich rein chemisch durchführen:
- Photometrie
Die Stärke der Färbung der Lösung mit dem Analyten wird mit der Färbung von Lösungen bekannter Konzentration verglichen. Bei Analyten ohne eigene, charakteristische Färbung kann durch eine chemische Reaktion eine farbige Verbindung erzeugt werden.
- Titration (Volumetrie)
Zu einer Lösung des Analyten wird die Lösung eines Reaktionspartners bekannter Konzentration langsam zugegeben. Wenn der Analyt vollständig abreagiert ist, bewirkt der zugesetzte Reaktionspartner bzw. ein Indikator einen Farbumschlag, eine Niederschlagsbildung oder sonst ein deutlich sichtbares Ereignis. Aus dem Volumen der verbrauchten Lösung des Reaktionspartners kann man die Konzentration des Analyten errechnen.
- Gravimetrie
Der Analyt reagiert mit einem Reaktionspartner und bildet einen unlöslichen Niederschlag bekannter Zusammensetzung; aus dessen Gewicht wird die Analytmenge bestimmt (daher der Name: gravis ist Latein und bedeutet „schwer“).

## Instrumentelle Analytik
Die Anzahl der Methoden der instrumentellen chemischen Analytik ist fast schon unüberschaubar geworden ist. Die Verfahren beruhen im Wesentlichen auf physikalischen Messprinzipien. Viele dieser Methoden sind sowohl für qualitative als auch quantitative Bestimmungen verwendbar. Auch hier nur einige Beispiele:
- Spektroskopie
Hier wird die Wellenlängen-abhängige Absorption oder Emission von elektromagnetischer Strahlung benutzt, die für den jeweiligen Analyten charakteristisch ist. Elektromagnetische Strahlung kann dabei sichtbares oder UV-Licht sein (UV/VIS-Spektroskopie), infrarotes Licht (IR-Spektroskopie, Raman-Spektroskopie), Röntgenstrahlung (Röntgenphotoelektronenspektroskopie (XPS), Röntgen-Fluoreszenz Analyse (RFA)) oder Gamma-Strahlung (Mößbauer-Effekt). Zur quantitativen Elementanalytik kommen hauptsächlich zum Einsatz Atomabsorptionsspektroskopie, Atomemissionsspektroskopie und induktiv gekoppelte Plasmen gekoppelt mit Optischer Emissionsspektroskopie (ICP-OES) oder gekoppelt mit Massenspektrometrie (ICP-MS).
- Massenspektrometrie (MS)
 Zunächst werden Moleküle im Hochvakuum oder bei Atmosphärendruck in der Gasphase ionisiert. Im Hochvakuum wird am häufigsten die Elektronenstoß-Ionisation (EI) eingesetzt. Die Analyt-Moleküle werden durch Elektronen mit einer Energie von 10 bis 15 eV  ionisiert.[1]   Häufig wird eine Spannung von 70 Volt an den Ionenquellen angelegt, um Massenspektren unterschiedlicher Geräte ähnlicher Quellengeometrie miteinander vergleichen zu können. Die bei Atmosphärendruck am häufigsten eingesetzten Methoden sind die Elektrospray-Ionisation sowie die Atmosphärendruck Chemische Ionisation. Es gibt weitere Ionisierungsmethoden: Atmosphärendruck Photoionisation (APPI), Atmosphärendruck Laserionisation (APLI),[2] Chemische Ionisation (CI), Direct Analysis at Real Time (DART), Desorption ElectroSpray Ionization (DESI), Fast Atom Bombardment (FAB), Felddesorption (FD), Feldionisation (FI), Matrix Assisted Laser Desorption Ionisation (MALDI),  Sekundärionen-Massenspektrometrie (SIMS); Thermische Ionisation (TIMS). Nach der Ionisierung erfolgt der Transport der Ionen über Beschleunigungselektroden (Einzel-Linsen) als Ionenstrom in den Analysator. Die Massen der intakten Molekülionen und der sog. Fragmentionen (Molekülionen können zerbrechen und dabei Fragmente bilden) werden bestimmt.  Die massenselektive Auftrennung kann mit verschiedenen Analysatoren erfolgen: Sektorfeld-Massenspektrometer, Quadrupol-Massenspektrometer, Flugzeit-Massenspektrometer, Ionenfallen-Massenspektrometer, ICP-Massenspektrometrie (ICP-MS).
- Kernresonanz-Spektroskopie (NMR)
Bei dieser besonderen Art der Spektroskopie werden magnetische Wechselwirkungen zwischen Atomkernen und Elektronen in den Analyt-Molekülen ausgenutzt. Es gibt eine unüberschaubare Zahl an speziellen Detektionsmethoden (zum Beispiel COESY, NOESY), sog. 1D-, 2D- und 3D-NMR etc. Eine besondere Spielart der NMR ist die sog. MRT (Magnet-Resonanz-Tomographie), die als bildgebendes Verfahren in der Medizin erhebliche Bedeutung gewonnen hat.
- Chromatographie
Ziel ist hier die Trennung verschiedener Substanzen. Dazu wird das Analytgemisch in einem Lösungsmittel (mobile Phase) gelöst, das dann eine feste Trägersubstanz (stationäre Phase) durchströmt (Flüssigchromatographie). Alternativ kann das Analytgemisch auch verdampft an der stationären Phase vorbeigeführt werden (Gaschromatographie). Durch unterschiedlich starke Wechselwirkungen mit der stationären Phase werden manche Analyten schnell, andere langsam in Flussrichtung transportiert. Die Wanderungsgeschwindigkeit ist für den jeweiligen Analyten charakteristisch.
- Elektroanalytische Messmethoden
Hier werden elektrochemische Parameter (Redoxpotentiale, elektrischer Strom, Leitfähigkeit etc.) benutzt, um qualitative und quantitative Analysen durchzuführen. Stichworte sind Voltammetrie/Polarographie, Coulometrie, Amperometrie, Potentiometrie, Konduktometrie, Elektrogravimetrie etc.
- Chemische Sensoren und Biosensoren
 Hierbei werden Substanzen an einer ganz spezifisch entwickelten Sensorschicht absorbiert und über die Veränderung von physikalischen Größen, wie z. B. Stromfluss, Spannung, elektrischer Widerstand, Absorbanz oder Fluoreszenz erfasst. Die Sensorschicht muss gewährleisten, dass der Sensor möglichst spezifisch für den Analyten ist. Forschung auf dem Gebiet der Sensormaterialien ist ein wichtiges Teilgebiet der Materialwissenschaften. Weit verbreitet sind Gassensoren. Die Lambda-Sonde für Sauerstoff ist der weltweit am meisten produzierte chemische Sensor.

Spektroskopische Methoden haben über ihre Anwendung in der klassischen Analytik hinaus erhebliche Bedeutung für die Strukturaufklärung chemischer Verbindungen. Insbesondere die Kombination mehrerer spektroskopischer Methoden ist vor allem in der Organischen Chemie ein sehr effektives Werkzeug. Daneben spielt die Röntgenstrukturanalyse eine bedeutende Rolle bei der Aufklärung von Kristallstrukturen.
In der Praxis finden sich sehr oft Überschneidungen von nass-chemischer und instrumenteller Analytik: Häufig wird eine Probe zunächst nass-chemisch aufbereitet, um für eine instrumentelle Methode verwendbar zu sein. In der Spurenanalytik ist oft eine vorherige Aufkonzentration erforderlich. Viele Analyte müssen chemisch modifiziert werden (Derivatisierung oder Markierung), damit sie instrumentell analysiert werden können.

## Anwendungen
Die vielen verschiedenen Analysemethoden erlauben eine Vielzahl von Anwendungen, beispielsweise:
- Besonders in der Umwelt- und Lebensmittelanalytik wurden in den letzten Jahren enorme Fortschritte in der Leistungsfähigkeit analytischer Messmethoden und deren Nachweisgrenzen gemacht. Hier sowie in der forensischen Chemie müssen Substanzen identifiziert und quantifiziert werden.
- Bei der Herstellung chemischer, pharmazeutischer und kosmetischer Produkte sowie von Nahrungsmitteln sind im Rahmen der Qualitätskontrolle chemische Analysen unumgänglich.
- Die Strukturaufklärung dient der Identifizierung neuer chemischer Verbindungen bei der chemischen Synthese oder bei der Erforschung neuer Naturstoffe.

Zur Überwachung von Produktionsverfahren unterscheidet man zwischen diskontinuierlicher und kontinuierlicher Analytik. Bei diskontinuierlichen Verfahren werden Proben entnommen und im Labor untersucht. Bei kontinuierlichen Verfahren wird die Probe dem Produktionsstrom entnommen und direkt einem Analysengerät zugeführt. Der ermittelte Messwert dient dabei zur Regelung, Überwachung oder zur Qualitätssicherung. Analysengeräte für die kontinuierlichen Analytik sind beispielsweise Infrarot-NDIR-Photometer, chemische Sensoren, elektrochemische Methoden z. B. Potentiometrie und Amperometrie, optische Methoden wie Absorptiometrie und Fluoreszenz, Trennmethoden wie z. B. die Chromatographie oder Elektrophorese, und – inzwischen seltener – Titrierautomaten.
Unter automatisierter Analytik versteht man die Kopplung von instrumenteller Analytik und Datenverarbeitung, wobei nach möglichst automatisierter Probenentnahme bzw. -eingabe und Ausführung der analytischen Bestimmung die zunächst analoge Messwerterfassung und Messwertverarbeitung nach Digitalisierung mit Hilfe der EDV erfolgen. Hierbei kommen für viele Methoden der instrumentellen Analytik insbesondere bei Routinebestimmungen Vollautomaten oder Teilautomaten zum Einsatz.